# Tawangsari (Wonosobo)
Tawangsari is een bestuurslaag in het regentschap Wonosobo van de provincie Midden-Java, Indonesië. Tawangsari telt 2464 inwoners (volkstelling 2010).